# Лідс (Нью-Йорк)
Лідс (англ. Leeds) — переписна місцевість (CDP) в США, в окрузі Грін штату Нью-Йорк. Населення — 429 осіб (2020).

## Географія
Лідс розташований за координатами 42°15′0″ пн. ш. 73°53′35″ зх. д. / 42.25000° пн. ш. 73.89306° зх. д. (42.249947, -73.892927).  За даними Бюро перепису населення США в 2010 році переписна місцевість мала площу 1,39 км², з яких 1,37 км² — суходіл та 0,02 км² — водойми.

## Демографія
Згідно з переписом 2010 року, у переписній місцевості мешкало 377 осіб у 184 домогосподарствах у складі 88 родин. Густота населення становила 270 осіб/км².  Було 219 помешкань (157/км²).
Расовий склад населення:
| - 91,2 % — білих - 3,2 % — чорних або афроамериканців - 1,6 % — азіатів - 0,5 % — корінних американців - 1,1 % — осіб інших рас |

До двох чи більше рас належало 2,4 %. Частка іспаномовних становила 6,1 % від усіх жителів.
За віковим діапазоном населення розподілялося таким чином: 19,4 % — особи молодші 18 років, 64,4 % — особи у віці 18—64 років, 16,2 % — особи у віці 65 років та старші. Медіана віку мешканця становила 41,3 року. На 100 осіб жіночої статі у переписній місцевості припадало 84,8 чоловіків;  на 100 жінок у віці від 18 років та старших — 76,7 чоловіків також старших 18 років.
Середній дохід на одне домашнє господарство  становив 70 943 долари США (медіана — 82 159), а середній дохід на одну сім'ю — 82 991 долар (медіана — 84 028). 
Цивільне працевлаштоване населення становило 319 осіб. Основні галузі зайнятості: будівництво — 39,2 %, мистецтво, розваги та відпочинок — 23,8 %, освіта, охорона здоров'я та соціальна допомога — 21,0 %.